# Microgonia bararia
Microgonia bararia är en fjärilsart som beskrevs av Charles Oberthür 1911. Microgonia bararia ingår i släktet Microgonia och familjen mätare. Inga underarter finns listade i Catalogue of Life.